# Watermael-Boitsfort
Watermael-Boitsfort [wateʁmaːlbwafɔʁ] (en néerlandais : Watermaal-Bosvoorde) est l'une des 19 communes bilingues de Belgique situées dans la région de Bruxelles-Capitale.
Elle compte 25 327 habitants au 1er janvier 2025, d'après la Statbel. Elle couvre une superficie de 12,97 km², ce qui fait d'elle la quatrième plus grande commune de l'agglomération bruxelloise. Sa densité de population est de 1 952,74 habitants/km².
Son revenu annuel moyen par habitant est le troisième plus élevé de la région de Bruxelles-Capitale (22 030 euros en 2021)(Source : Statbel).

## Communes limitrophes
| Ixelles                      | Auderghem           |                    |
| Uccle - Ville de Bruxelles   | Watermael-Boitsfort | Auderghem          |
| Rhode-Saint-Genèse (Flandre) | Hoeilaart (Flandre) | Overijse (Flandre) |

## Histoire
Trois villages de la forêt (Watermael, Boitsfort et Auderghem) vivent depuis des siècles ensemble.
La plus ancienne mention historique utilisait l'appellation Guatremal pour désigner Watermael. Celle-ci figure dans une charte datée de 909, écrite en latin, qui officialise un acte de précaire en faveur de l'abbaye Saint-Martin de Tours sur la Loire. Cette abbaye perdra ce domaine de Guatremal très éloigné d'elle quand, en 925, la Lotharingie échappe à la France et est annexée par l'empereur Henri Ier l'Oiseleur au Saint-Empire romain germanique. Vers 1050-1100 apparaissent le hameau d'Auderghem puis celui de Boitsfort. Ce n'est qu'en 1191 que Guatermal s'écrira Watermael. On estime que ce domaine devait couvrir en 911 environ 50-60 hectares. L'étymologie du nom Guatremal est controversée et signifierait un lieu d'assemblée de  chefs Francs, lieu de décision militaire, juridique ou politiques
En 1794, les autorités de la Révolution française décidèrent, à la suite de l'annexion de la Belgique, de séparer Auderghem, Watermael et Boitsfort pour en faire trois communes distinctes.
En 1811, Napoléon Ier, par décret impérial, décide de réunir à nouveau en une seule entité administrative les trois villages.
En 1862, Auderghem fut, par arrêté royal, détachée du couple Watermael-Boitsfort.
Le mot Watermael (on en trouve la trace seulement vers 1191, le nom utilisé jusqu'alors étant Guatremal) viendrait de : water (« eau » en néerlandais) et mahl (mallum en latin, « plaid », endroit où l'on rend la justice). Selon Alphonse Wauters, le nom proviendrait de Wactarmala dérivé de deux mots germaniques : wachter, « gardien », et mal, en latin mallum, « plaid ».
Le mot Boitsfort (apparu vers 1227) est moins précis, on a le choix entre plusieurs possibilités. En résumé, un document de cette époque donne le nom de Godefroid de Boudesfort. Pour d'autres, le mot Boud ou Baldo serait une abréviation de Baudouin et le mot fort désignerait un domaine, soit le Domaine de Baudouin.
Une autre possibilité, par ailleurs plus vraisemblable, en fait le domaine de la famille Boote qui était puissante au XIIe siècle. Par ailleurs, durant l'Ancien Régime, plusieurs membres de la famille feront partie de l'échevinat bruxellois, la commune faisant alors partie du quartier de Bruxelles.
L'orthographe moderne Bosvoorde (en néerlandais) viendrait de l'étymologie populaire bos (bois, forêt) + voorde (gué) = Bosvoorde, gué au bois.
| Collège communal 2024-2030 |                          |                          |
| -------------------------- | ------------------------ | ------------------------ |
| Bourgmestre                | David Leisterh           | MR - MR-GM-LEÇON ENGAGÉS |
| 1er Échevine               | Hang Nguyen              | MR - MR-GM-LEÇON ENGAGÉS |
| 2e Échevin                 | Victor Wiard             | MR-GM-LEÇON ENGAGÉS      |
| 3e Échevine                | Marie-Noëlle Stassart    | Ecolo - ECOLO-VERT       |
| 4e Échevin                 | Jean-François de Le Hoye | MR - MR-GM-LEÇON ENGAGÉS |
| 5e Échevine                | Samantha Crunelle        | Ecolo - ECOLO-VERT       |
| 6e Échevine                | Charlotte Collet         | MR-GM-LEÇON ENGAGÉS      |
| Président du CPAS          | Gabriel Persoons         | MR - MR-GM-LEÇON ENGAGÉS |

## Liste des bourgmestres
- 1811-1825 : Le premier bourgmestre de Watermael-Boitsfort est François Vancampenhout.
- 1825-1842 : Théodore Verhaegen, fondateur de l'ULB, devient bourgmestre.
- 1842-1848 : Baron Eugène Amour de Cartier
- 1848-1858 : Englebert Frémineur fils
- 1858-1868 : Jean-Baptiste (dit Frédéric) Depage
- 1868-1870 : Jean-Baptiste Smets
- 1870-1872 : Édouard Olivier
- 1872-1891 : Léopold Wiener
- 1891-1893 : Lambert Vandervelde
- 1893-1895 : Théophile Vander Elst (échevin faisant fonction de bourgmestre)
- 1895-1904 : Émile Van Becelaere
- 1904-1921 : Jean-Henri Delleur
- 1921-1946 : Georges Benoidt
- 1946-1959 : Jules Messine
- 1959-1976 : Jacques-Henri Wiener
- 1976-1994 : Andrée Payfa-Fosseprez (première bourgmestre féminine de l'agglomération bruxelloise)
- 1994-2012 : Martine Payfa (fille de la précédente)
- 2012-2024 : Olivier Deleuze
- 2024: David Leisterh

## Démographie

### Évolution de la population
| Habitants                       | 3 390  | 3 950  | 3 885  | 2 232  | 3 210  | 3 658  | 5 084  | 6 520  | 8 613  | 10 096 | 16 138 | 19 683 | 23 488 | 25 123 | 24 965 | 24 960 |
| Index                           | 100    | 117    | 115    | 66     | 95     | 108    | 150    | 192    | 254    | 298    | 476    | 581    | 693    | 741    | 736    | 736    |
| Année                           | 2000   | 2010   | 2015   | 2018   | 2019   | 2020   | 2021   | 2022   | 2023   | 2024   | 2025   |        |        |        |        |        |
| Habitants                       | 24 773 | 24 260 | 24 454 | 25 012 | 25 184 | 25 332 | 25 221 | 25 187 | 25 392 | 25 295 | 25 327 |        |        |        |        |        |
| Index                           | 731    | 716    | 720    | 738    | 743    | 747    | 744    | 743    | 749    | 746    | 747    |        |        |        |        |        |
| chiffres INS - 1830 = Index 100 |        |        |        |        |        |        |        |        |        |        |        |        |        |        |        |        |

- 1866 : Auderghem, faisant partie de Watermael-Boitsfort, devient une commune à part entière en 1863, expliquant une baisse spectaculaire de la population lors du recensement de 1866.

Graphe de l'évolution de la population de la commune.
- Source:INS - De:1806 à 1981=recensement de la population au 31 décembre; depuis 1990= population au 1er janvier[2]

### Population étrangère
| Nationalité                                           | Population |
| France                                                | 1 346      |
| Italie                                                | 432        |
| Espagne                                               | 325        |
| Allemagne                                             | 284        |
| Ukraine                                               | 253        |
| Roumanie                                              | 238        |
| Portugal                                              | 236        |
| Maroc                                                 | 189        |
| Pologne                                               | 186        |
| Pays-Bas                                              | 145        |
| Source : IBSA Brussels, chiffres au 1er janvier 2024. |            |

## Économie
C'est en effet la commune de Bruxelles la plus riche en termes de revenu par habitant.[réf. nécessaire] Watermael-Boitsfort accueille (le long du boulevard du Souverain et de la chaussée de la Hulpe) de nombreux sièges et bureaux de grandes entreprises tels que Keytrade Bank, Glaverbel, Marsh & McLennan Companies, BNP Paribas, Steria, American Express, et bien d'autres.

## Héraldique
|  | La commune possède des armoiries qui lui ont été octroyées le 2 mai 1914. La tête de cerf symbolise les anciens terrains de chasse des Ducs de Brabant à Boitsfort. Le cor dans le chef a deux significations. La corne était utilisée par la guilde responsable des chiens de chasse dans le domaine. Le duc Philippe le Bon de Bourgogne accorda son propre sceau à la guilde en 1435. Le sceau montrait un chasseur portant un cor autour du cou. La corne symbolise également le terrain de chasse établi dans le village au début du XVIe siècle par l'empereur Charles Quint. Le conseil de Watermael-Boitsfort employait un sceau montrant le saint-patron local, saint Clément, du XVe au XVIIIe siècle. Blasonnement : D'argent à une rencontre de cerf au naturel, au chef d'azur chargé d'un cor de chasse d'or lié du même. - Délibération communale : 19 décembre 1913 - Arrêté de l'exécutif de la communauté : 2 mai 1914 - Moniteur belge : 24 mai 1914 Source du blasonnement : Heraldy of the World. |

## Patrimoine
- Église Saint-Clément de Watermael-Boitsfort
- Immeuble Glaverbel (Renaat Braem, Pierre Guillissen, André Jacqmain et Victor Mulpas, 1967)
- Immeuble CBR (Brodzki et Lambrichs, 1970)

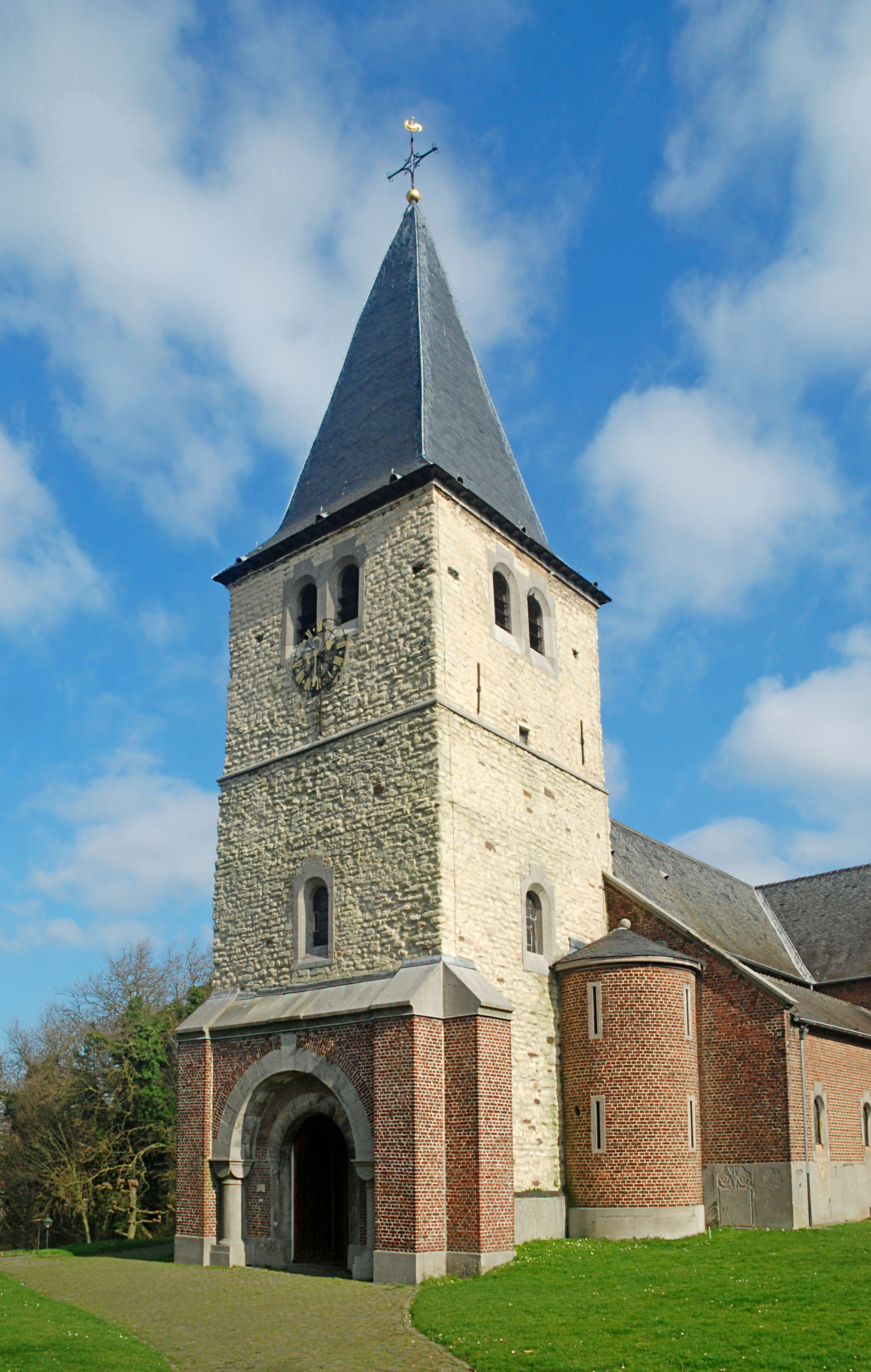
Église Saint-Clément.
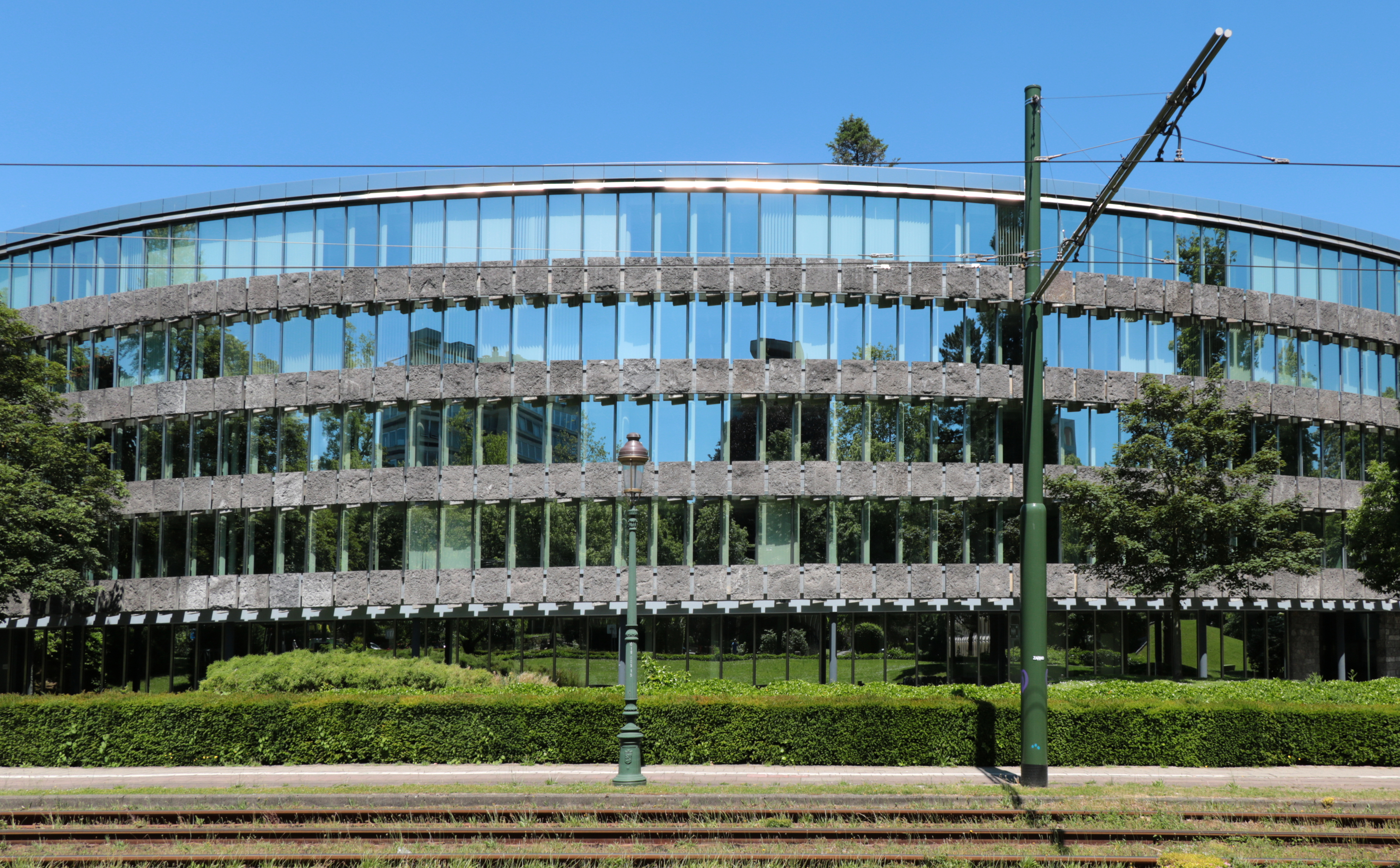
Immeuble Glaverbel.
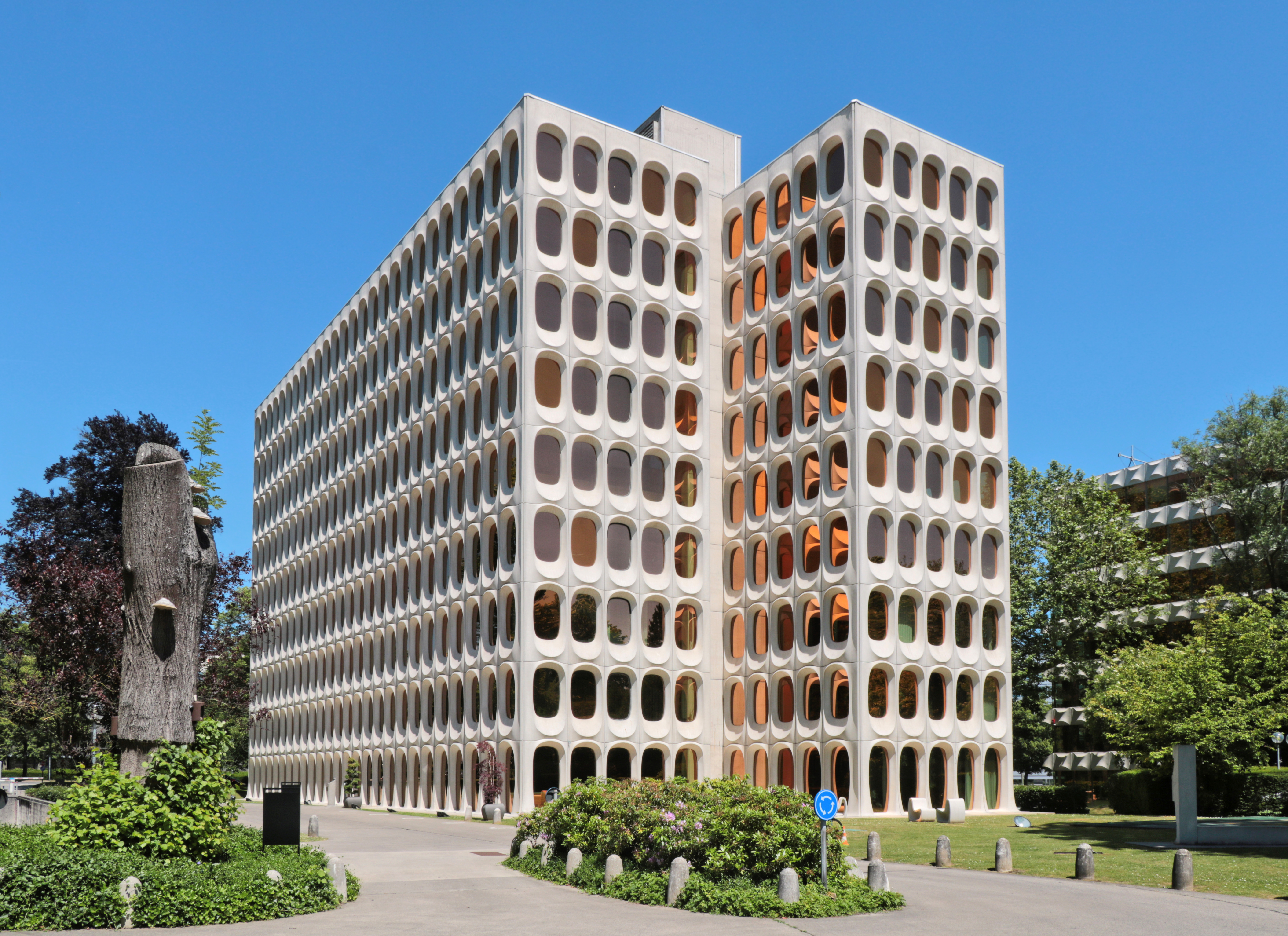
Immeuble CBR.

## Les quartiers
- Le Logis et Floréal. Watermael-Boitsfort possède sur son territoire les plus connues et les plus étendues cités-jardins de la capitale.
- Quartier du coin du balai
- Quartier de la Futaie

- Liste des rues de Watermael-Boitsfort

## Espaces verts et environnement
Espaces verts :
- Parc du Gruyer ;
- Parc de la Héronnière ;
- Parc Jagersveld ;
- Parc Leybeek ;
- Parc Ten Reuken ;
- Parc Tournay-Solvay.

Environnement

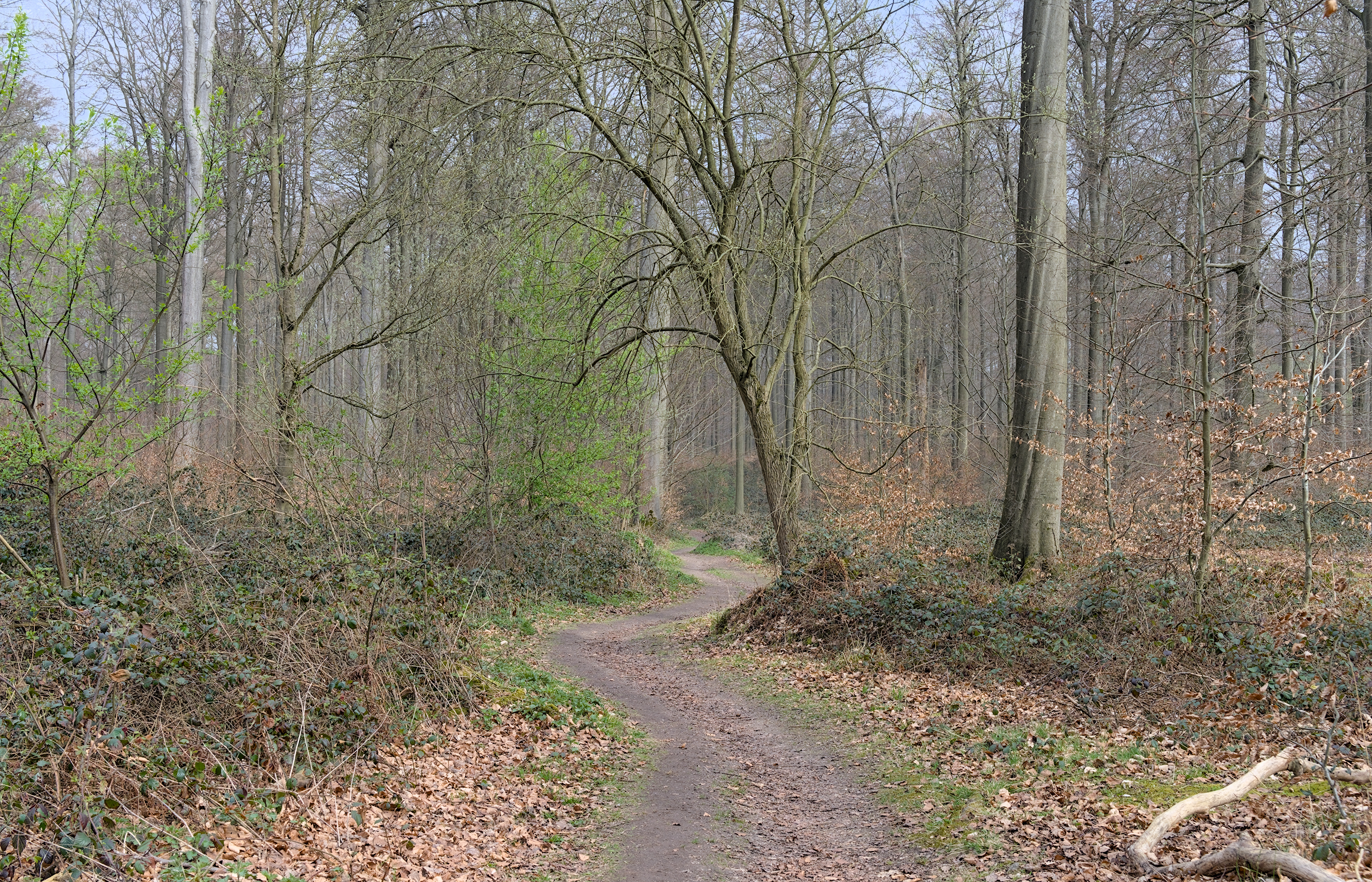
La forêt de Soignes à Watermael-Boitsfort

La forêt de Soignes, principalement composée de hêtres, s'étend sur 750 hectares à Watermael-Boitsfort. La réserve forestière du Grippensdelle en fait partie. Il s'agit d'une hêtraie, classée au patrimoine mondial de l'UNESCO.
La commune comptabilise trois réserves naturelles : 
- Mare du Pinnebeek ;
- Vallon du Vuylbeek ;
- Vallon des Enfants noyés.

## Transport
La commune est desservie par le réseau de transports en commun de la Société des transports intercommunaux de Bruxelles (STIB), avec notamment la ligne de tram 8 et les lignes de bus 17, 41 et 95.
Deux gares ferroviaires, la gare de Watermael et la gare de Boitsfort, toutes deux sur la ligne 161 et exploitées par la Société nationale des chemins de fer belges (SNCB).

## Vie politique

### Résultats des élections communales depuis 1976
| Partis                           | 10-10-1976 | 10-10-1976 | 10-10-1982 | 10-10-1982 | 9-10-1988 | 9-10-1988 | 9-10-1994 | 9-10-1994 | 8-10-2000 | 8-10-2000 | 8-10-2006 | 8-10-2006 | 14-10-2012 | 14-10-2012 | 14-10-2018 | 14-10-2018 | 13-10-2024 | 13-10-2024 |
| Votes / Sièges                   | %          | 29         | %          | 27         | %         | 27        | %         | 27        | %         | 27        | %         | 27        | %          | 27         | %          | 29         | %          | 29         |
| -------------------------------- | ---------- | ---------- | ---------- | ---------- | --------- | --------- | --------- | --------- | --------- | --------- | --------- | --------- | ---------- | ---------- | ---------- | ---------- | ---------- | ---------- |
| MR-GM-LEÇON ENGAGÉS              | -          |            | -          |            | -         |           | -         |           | -         |           | -         |           | -          |            | -          |            | 38,01      | 12         |
| Ecolo/Ecolo-Groen2               | .          | .          | 7,62       | 1          | 9,41      | 2         | 11,34     | 3         | 25,66     | 7         | 20,90     | 6         | 23,592     | 7          | 34,572     | 12         | 26,15      | 8          |
| FDF/LB1/DéFI2                    | 39,83      | 14         | 34,2       | 12         | 35,79     | 12        | 24,39     | 8         | 36,271    | 11        | 35,811    | 11        | 33,141     | 10         | 22,192     | 7          | 14,33      | 4          |
| FORUM                            | -          |            | -          |            | -         |           | 10,57     | 3         | -         |           | -         |           | -          |            | -          |            | -          |            |
| PS/PS-sp.a/PS-Forward Cause Comm | 12,93      | 3          | 9,49       | 2          | 11,91     | 3         | 9,76      | 2         | 10,64     | 2         | 12,26     | 3         | 8,96       | 2          | 10,832     | 3          | 17,73      | 5          |
| PRL/MR1/MR-GM2                   | 14,26      | 4          | 16,5       | 5          | 15,9      | 4         | 14,38     | 4         | -         |           | -         |           | 13,731     | 3          | 19,882     | 6          | -          |            |
| Gestion Municipale/GMH2          | -          |            | -          |            | 18,3      | 5         | 18,37     | 6         | 23,72     | 7         | 15,99     | 4         | 17,692     | 5          | -          |            | -          |            |
| PSC/cdH1/Générations Humanistes2 | 19,92      | 6          | 18,19      | 6          | -         |           | -         |           | 12,391    | 3         | -         |           | 6,102      | 1          | -          |            | -          |            |
| PP                               | -          |            | -          |            | -         |           | -         |           | -         |           | -         |           | 3,52       | 0          | -          |            | -          |            |
| VK_WA_BO/WABO-OK2                | 8,62       | 2          | 7,57       | 1          | 6,93      | 1         | 5,562     | 1         | 3,722     | 0         | -         |           | -          |            | -          |            | -          |            |
| FN                               | .          | .          | .          | .          | .         | .         | 3,76      | 0         | -         |           | -         |           | -          |            | -          |            | -          |            |
| UDRT-RAD                         | .          | .          | 4,16       | 0          | -         |           | -         |           | -         |           | -         |           | -          |            | -          |            | -          |            |
| Autres(*)                        | 4,43       |            | 2,27       |            | 1,77      |           | 1,87      |           | -         |           | 2,66      |           | 2,90       |            | 2,92       |            | -          |            |
| Total des votes                  | 17357      | 17357      | 17097      | 17097      | 16034     | 16034     | 14893     | 14893     | 14474     | 14474     | 14800     | 14800     | 14248      | 14248      | 14712      | 14712      | 14179      | 14179      |
| Participation %                  | inconnu    | inconnu    | inconnu    | inconnu    | 88,29     | 88,29     | 87,15     | 87,15     | 85,01     | 85,01     | 88,15     | 88,15     | 85,19      | 85,19      | 87,13      | 87,13      | 84,09      | 84,09      |
| Votes blancs ou nuls %           | 2,89       | 2,89       | 3,31       | 3,31       | 3,52      | 3,52      | 2,97      | 2,97      | 5,03      | 5,03      | 3,61      | 3,61      | 3,42       | 3,42       | 3,91       | 3,91       | 4,39       | 4,39       |

 (*)1976:PCB 1982:PCB,PTB 1988:EVA 1994: PLUS,Unie,PTB 2006: FNB 2012: UniBelgium,CJV 2018 : NosVotes, X²YZ

## Associations à Watermael-Boitsfort
Watermael-Boitsfort est également une commune très active au niveau associatif.
- Association du quartier dit « Le Coin du balai »[18]
- Association nationale belge contre la Tuberculose
- Le Bateau ivre - Maison d'accueil ASBL www.lamaisondaccueil.be
- Le bus bavard
- Colophon
- Service volontaire international
- Tournesol
- Vivre chez soi
- Mouvements de Jeunesses (Scoutisme)[19]

## Personnalités liées à la commune
(Par date de naissance)
- Leopold Wiener (1823-1891), sculpteur et bourgmestre

- Le comte André de Meeûs d'Argenteuil (1879-1972), général-major, Grand Cordon de l'ordre de Léopold, vivait à La Lisière. Président de la fabrique de l'église Saint-Hubert
- Rik Wouters (1882-1916), sculpteur et peintre, a habité rue de la Sapinière de 1907 à 1914.
- Fernand Verhaegen (1883-1975), peintre belge et militant wallon, y a vécu de 1913 à 1957, avec une interruption pendant la Première Guerre mondiale. Il fut  ami de Rik Wouters et son voisin en venant se fixer rue de la Sapinière, où habitait déjà le couple Nel et Rik Wouters.
- Paul Delvaux (1897-1994), peintre, a vécu de nombreuses années avenue des Campanules (quartier de la Futaie), où il habitait une jolie maison avec un grand atelier. Au cours des années 50 et 60, on pouvait souvent le rencontrer, se promenant, le long de la ligne de chemin de fer, entre l'avenue des Campanules et la chaussée de la Hulpe (gare de Boitsfort). Dans plusieurs de ses œuvres, il a peint des coins de Watermael-Boitsfort (maisons, rues, etc.) et surtout les gares de Boitsfort et de Watermael.
- René Meurant (1905-1977), poète et ethnographe, y a vécu de 1946 à 1977.
- Mig Quinet (1906-2001), peintre de l´abstraction lyrique, vit et meurt à Watermael-Boitsfort
- Hergé (Georges Remi) (1907-1983), auteur de bande dessinées, a habité avenue Delleur. Les aventures de Tintin sont parsemées de liens directs avec la commune. La maison du professeur Bergamotte, représentée dans Les Sept Boules de cristal, est inspirée de la maison située au 6, avenue Delleur[20].
- Élisabeth Ivanovsky (1910-2006), peintre, a vécu au n° 27 drève des Weigélias de 1946 à 2006.
- Roger Somville (1923-2014), peintre, y a vécu.
- André Franquin (1924-1997), auteur de bande dessinée, y a vécu de 1957 jusqu'à la fin de sa vie. D'abord rue des Marcassins (1957-1980), puis avenue Van Becelaere (1980-1997).
- Guy Verton (1928-2009), artiste-peintre.
- Danieli (1934-1982), artiste peintre.
- Jephan de Villiers (1940-), sculpteur français, y a un atelier.
- Yves Bossut, (1941-), peintre surréaliste, a habité de nombreuses années au 92 avenue Léopold Wiener et au 6 rue des Ibis
- Georges Meurant (1948-2023), peintre, y a vécu de 1948 à 1986.
- Stéphane Demol (1966-2023), footballeur et entraîneur belge.
- Nawell Madani (1983-), actrice, humoriste, auteur, danseuse, animatrice de télévision et productrice, y a grandi.
- Toumani Camara (2000-) , joueur de basketball évoluant en NBA.
- Elias Mago (2004-) , joueur de football évoluant au RFC Meux.

## Jumelages
- Chantilly (France) (voir aussi : rue de Chantilly à Watermael-Boitsfort)
- Annan (Royaume-Uni)
- Limete (République démocratique du Congo)

## Sport
- 1891- Royal Racing Club de Bruxelles (Athlétisme)
- 1894-1963 Royal Racing Club de Bruxelles (football)
- 1963-1973 Royal Racing White (football)
- 1972-1989 Cercle Sportif Watermael (football)
- 1985-1991 Racing Club de Bruxelles (football)
- 1991- Royal Racing Club de Boitsfort (football)
- 2005-2008 Racing Club de Bruxelles 1891 (football)